# Llorenç Lliteras Lliteras
Llorenç Lliteras Lliteras (Artà, 1893-1973). Prevere i historiador. Va ser ordenat prevere a Barcelona el 1916. Coordinà el "Bolletí dominical de les parròquies de Mallorca". Fundà el Museu Regional d'Artà (1927). Participà en diverses excavacions arqueològiques, com les de sa Cova, sa Punta i Son Favar. El 1940 fundà l'Institut Catòlic d'Artà. Col·laborà en "El Correo de Mallorca", "Bellpuig" i "Analecta Premonstratensia". Publicà "Artà en el siglo XIII" (1967), "Torre de Canyamel" (1970) i "Artà en el siglo XIV" (1973).